# Wolfman (film, 2010)
Pour les articles homonymes, voir Wolfman.
Pour plus de détails, voir Fiche technique et Distribution.
Wolfman ou Le Loup-garou au Québec (The Wolfman) est un film d'horreur américain réalisé par Joe Johnston et sorti en 2010. Il s'agit d'un reprise du film de 1941 du même nom, avec Benicio del Toro, Anthony Hopkins, Emily Blunt et Hugo Weaving.
Le film se déroule en 1891. Lawrence Talbot, un acteur de théâtre reconnu pour ses rôles à la limite de la schizophrénie, a passé plusieurs décennies à oublier la mort brutale de sa mère et à s'éloigner de l'emprise de son père. Mais il est forcé de revenir à Blackmoor, le domaine familial, à la suite de la disparition étrange de son frère Benjamin. Il y apprend qu'une créature assoiffée de sang décime les villageois et qu'un inspecteur de Scotland Yard, Aberline, mène l'enquête. Dans un campement tzigane, Lawrence est attaqué par le meurtrier qui s'avère être un lycanthrope. Blessé à l'épaule, il est touché par la "malédiction" et se transforme à son tour en une bête infernale à chaque nuit de pleine lune. En tentant de découvrir le loup-garou qui lui a transmis ses pouvoirs, Lawrence va devoir lutter contre un inspecteur opiniâtre et faire face à un terrible secret familial.
Le film a été un échec critique et commercial : pour un budget de 150 millions de dollars, il ne récolte que 62 millions sur le territoire américain et 80 millions à l'étranger, soit un total de 142 millions de dollars. Malgré l'échec du film, les techniciens Rick Baker et Dave Esley ont reçu un Oscar du meilleur maquillage.

## Synopsis
En 1891, Ben Talbot est attaqué dans les bois une nuit par un humanoïde ressemblant à un loup. Son frère, l'acteur shakespearien Lawrence Talbot, rentre chez lui après avoir reçu une lettre de la fiancée de Ben, Gwen Conliffe, l'informant de la disparition de Ben. Lawrence retrouve son père séparé, Sir John, qui l'informe que le corps de Ben a déjà été retrouvé mutilé.
Dans un pub local, Lawrence entend les habitants dire qu'il s'agit d'un animal sauvage. Cependant, beaucoup blâment les Roms qui campent à l'extérieur de la ville. Un autre affirme qu'il y a eu un meurtre similaire 25 ans plus tôt ; un loup-garou était le tueur présumé. Lawrence a des flashbacks alors qu'il visite la maison de sa famille où sa mère Solana s'est apparemment suicidée quand il était un jeune garçon. Lawrence a vu son père debout au-dessus de son cadavre; il a été envoyé à l'hôpital Lambeth de Londres pendant un an, ayant souffert de délires liés à l'événement.
Lawrence rend visite aux Roms pendant une pleine lune. Les habitants de la ville font une descente dans le camp pour confisquer un ours dansant qu'ils croient être le tueur. Le loup-garou attaque alors le camp, tuant plusieurs Roms et habitants de la ville avant de mordre Lawrence et de s'échapper. Une femme rom nommée Maleva suture les blessures à l'épaule de Lawrence, mais une autre rom insiste sur le fait que ce dernier, désormais maudit, doit être tué avant qu'il ne tue les autres. Maleva refuse, affirmant qu'il est toujours un homme et que seul un être cher peut le libérer.
Après une nuit de rêves fébriles, Lawrence récupère à une vitesse anormale et développe une vitalité et des sens accrus. L'inspecteur Francis Aberline arrive pour enquêter, soupçonnant que Lawrence est responsable sur la base de son histoire mentale. Terrifié à l'idée de blesser Gwen, Lawrence l'envoie à Londres. Il suit Sir John jusqu'à la crypte de Solana, où Sir John s'enferme dans une pièce et donne à son fils un avertissement cryptique. Lawrence subit une transformation douloureuse en loup-garou avant de s'enfuir dans les bois et de tuer un groupe de chasseurs locaux.
Le lendemain matin, Aberline et la police arrêtent Lawrence. Ramené à Lambeth, Lawrence est soumis à des traitements avancés supervisés par le sadique Dr Hoenneger. Sir John rend visite à Lawrence, expliquant qu'il y a 25 ans lors d'une expédition de chasse dans l'Hindukush en Inde, il a été mordu par un garçon sauvage atteint de lycanthropie. Sir John était le loup-garou qui a mordu Lawrence et est responsable des meurtres récents, dont Solana et Ben. Il a obligé Singh à l'enfermer chaque nuit de pleine lune et a envisagé le suicide pendant des années. Rendu fou par son état, Sir John en est venu à embrasser sa malédiction et a décidé de se laisser aller pendant ses transformations. Il informe Lawrence que la lune sera bientôt pleine et laisse un rasoir au cas où Lawrence envisagerait de se suicider.
À la tombée de la nuit, le Dr Hoenneger donne une conférence en soirée avec Lawrence comme étude de cas. Lawrence tente d'avertir les participants du danger imminent, mais ils en rient et ne l'écoutent pas. Se transformant une fois de plus, Lawrence tue le Dr Hoenegger et quelques aides-soignants avant de s'échapper et de se déchaîner. Le lendemain, Lawrence visite le magasin d'antiquités de Gwen pour obtenir de l'aide. Ils s'avouent leur amour et partagent un baiser passionné. Aberline attend à l'extérieur de Talbot Hall, s'armant et accompagnant les policiers avec des balles en argent. Gwen cherche Maleva dans l'espoir de guérir Lawrence, mais Maleva lui dit qu'il n'y a pas de remède et que Lawrence doit mourir.
Lawrence arrive à Talbot Hall, où Sir John a tué Singh et l'un des hommes d'Aberline. Il charge une arme avec les balles en argent de Singh et tente de tirer sur Sir John. Malheureusement, il se rend compte trop tard que Sir John avait retiré la poudre des cartouches il y a des années. Alors que les deux luttent, Sir John frappant Lawrence avec une canne en argent, la pleine lune se lève et les Talbots se transforment en loups-garous. Ils ont mis le feu à Talbot Hall pendant leur combat. Sir John prend d'abord le dessus, blessant Lawrence. Cependant, ce dernier parvient à donner un coup de pied à son père dérangé dans la cheminée et finit par le décapiter, vengeant la mort de sa mère et de son frère.
Toujours sous sa forme de loup-garou, Lawrence poursuit Gwen et la coince au-dessus d'une gorge. Elle supplie Lawrence et sa conscience la reconnaît. La police et les chasseurs s'approchent, distrayant Lawrence assez longtemps pour que Gwen lui tire dessus avec l'arme d'Aberline. Lawrence revient à sa forme humaine, remerciant Gwen de l'avoir libéré et meurt dans ses bras. Alors que Talbot Hall brûle, Aberline est horrifié de savoir qu'il a été mordu par Lawrence alors qu'il regarde la pleine lune apparaître, préfigurant son destin imminent en devenant le prochain loup-garou.

## Fiche technique
Sauf indication contraire, les informations mentionnées dans cette section peuvent être confirmées par la base de données cinématographiques IMDb,  présente dans la section « Liens externes ».
- Titre français : Wolfman
- Titre québécois : Le Loup-garou
- Titre original : The Wolfman
- Réalisation : Joe Johnston
- Scénario : Andrew Kevin Walker et David Self, d'après le scénario original de Curt Siodmak
- Musique : Danny Elfman
- Photographie : Shelly Johnson
- Décors : Rick Heinrichs
- Costumes : Milena Canonero
- Montage : Walter Murch et Dennis Virkler ; avec la participation non créditée de Mark Goldblatt
- Maquillage : Rick Baker
- Production : Benicio del Toro, Sean Daniel, Scott Stuber (en) et Rick Yorn
- Société de production : Relativity Media
- Société de distribution : Universal Pictures
- Budget : 150 millions $ US[2]
- Pays de production :  États-Unis
- Langue originale : anglais
- Genres : horreur, fantastique, drame
- Durée : 103 minutes, 119 minutes (version longue director's cut)
- Dates de sortie[3] : 
  - France : 10 février 2010
  - États-Unis et Canada : 12 février 2010
- Classification :
  - Interdit aux moins de 12 ans[Où ?]

## Distribution
- Benicio del Toro (VF : Boris Rehlinger et VQ : Benoit Rousseau) : Lawrence Talbot
- Emily Blunt (VF : Laëtitia Lefebvre et VQ : Catherine Hamann) : Gwen Conliffe
- Anthony Hopkins  (VF : Georges Claisse et VQ : Michel Dumont) : Sir John Talbot
- Hugo Weaving (VF : Éric Herson-Macarel et VQ : Jean-Luc Montminy) : le détective Aberline
- Geraldine Chaplin (VF : Katia Tchenko et VQ : Élizabeth Lesieur) : Maleva
- Art Malik  (VF : Antoine Tomé et VQ : Sylvain Hétu) : Singh
- Sam Hazeldine  (VF : Philippe Bozo) : Horatio
- Michael Cronin (VF : Jean-Claude Sachot et VQ : Yves Corbeil) : Dr Lloyd
- Branko Tomovic : le gitan
- Olga Fedori : la fille de Maleva
- Clive Russell (VF : Gérard Surugue et VQ : André Montmorency) : MacQueen
- Roger Frost (VQ : François Sasseville) : le révérend Fisk
- Nicholas Day (VQ : Yves Massicotte) : le colonel Montford
- Emily Parr : la prostituée
- Cristina Contes : Solana Talbot
- Elizabeth Croft : Ophelia
- Antony Sher (VF : Bernard Alane et VQ : Daniel Lesourd) : Dr Hoenneger
- Asa Butterfield : Ben Talbot, jeune
- Max Von Sydow (VF : Marc Cassot) : l'inconnu du train (version longue director's cut uniquement)

Sources et légendes : Version française (VF) sur AlloDoublage Version québécoise (VQ) sur Doublage Québec

## Production

### Genèse et développement
En mars 2006, Universal Pictures a annoncé le remake de Le Loup-garou, avec l'acteur Benicio del Toro, un grand fan de l'original et collectionneur de souvenirs du loup-garou, dans le rôle principal. Le scénariste Andrew Kevin Walker a été attaché au scénario, développant l'histoire du film original pour inclure des personnages supplémentaires ainsi que des points d'intrigue qui tireraient parti des effets visuels modernes. Del Toro s'est également tourné vers Le Loup-garou de Londres et La Malédiction du loup-garou pour trouver de l'inspiration.
Le film a cependant connu de nombreuses difficultés de production. Mark Romanek est à l'origine engagé pour réaliser le film, mais il quitte le projet quelques semaines avant le début du tournage en raison des différends artistiques. La vision originale de Romanek était "d'infuser un équilibre du cinéma dans un scénario de film de pop-corn", déclarant : "Quand il y a une certaine somme d'argent, ces choses rendent les studios et les producteurs un peu nerveux. Ils ne le comprennent pas nécessairement ou ils pensent que l'équilibre va trop loin vers quelque chose d'ésotérique, et nous ne pourrions jamais parvenir à un accord sur le bon équilibre pour ce type de chose. En fin de compte, il était plus logique pour eux de trouver un réalisateur qui allait réaliser leur idée du film qu'ils voulaient, et nous nous sommes en quelque sorte séparés."
Brett Ratner est apparu comme un leader pour remplacer Romanek, mais le studio a également rencontré Frank Darabont, James Mangold et Joe Johnston. Ils étaient également intéressés par Bill Condon, et Martin Campbell était intéressé. C’est finalement Johnston qui remplace Romanek, quatre semaines avant le début du tournage, avec l'ambition de tout filmer en 80 jours comme le souhaite Universal Pictures à l'origine.
Pour le look des créatures, le maquilleur Rick Baker a voulu l'aspect classique des films d'horreur des années 1940. Trois à quatre heures de maquillage quotidiens sont nécessaires pour transformer Benicio del Toro en loup-garou. Les sons du monstre ont été enregistrés à partir des grognements d'un baryton-basse.

### Tournage
Le tournage a lieu en Angleterre. Il se déroule notamment dans le Wiltshire (Lacock, Castle Combe), aux abords de la Chatsworth House dans le Derbyshire, à Farnham dans le Surrey, dans le Buckinghamshire (Iver, Stowe), à Londres (Old Royal Naval College, Richmond Theatre) ainsi que dans les Pinewood Studios.

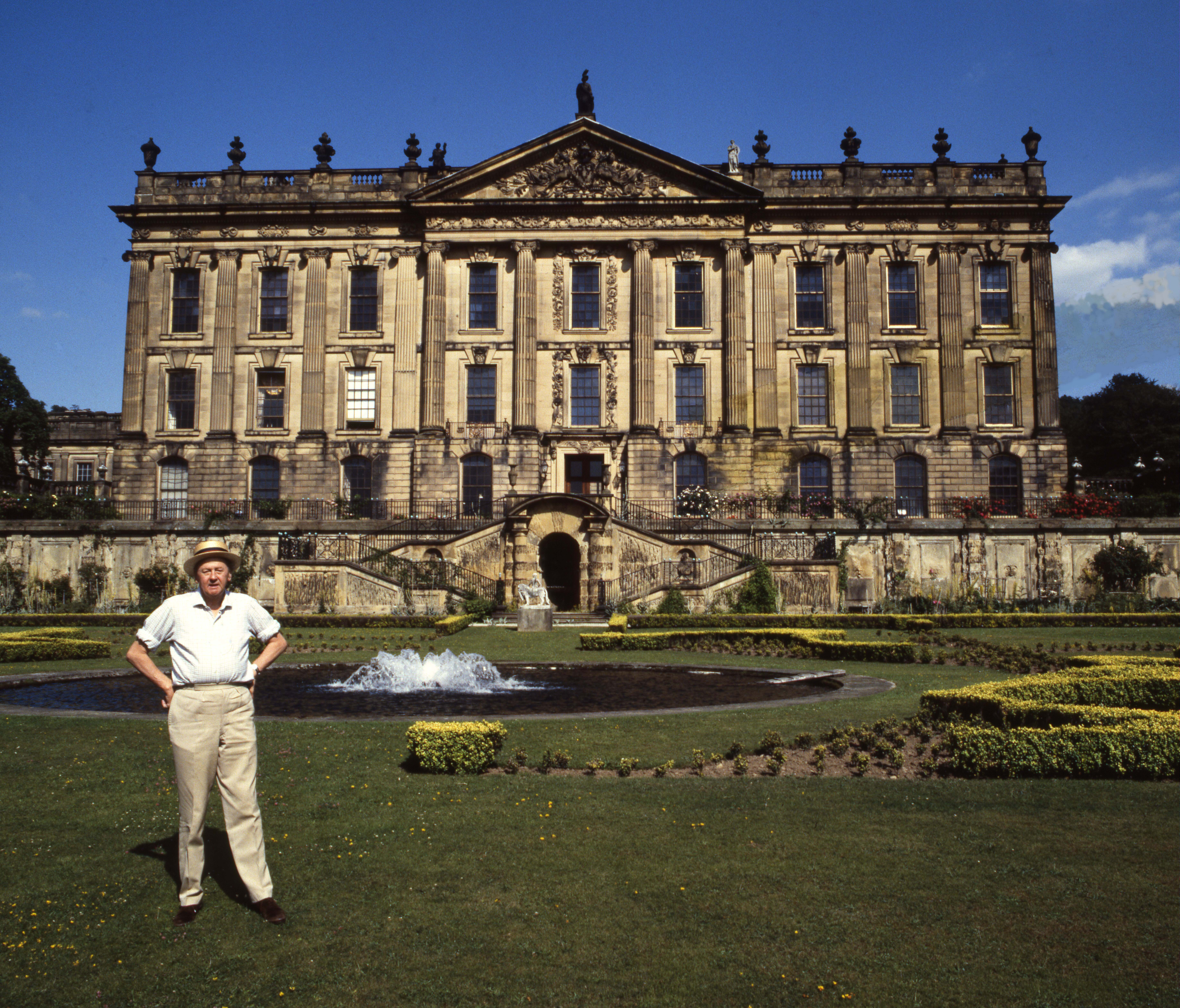
Chatsworth House
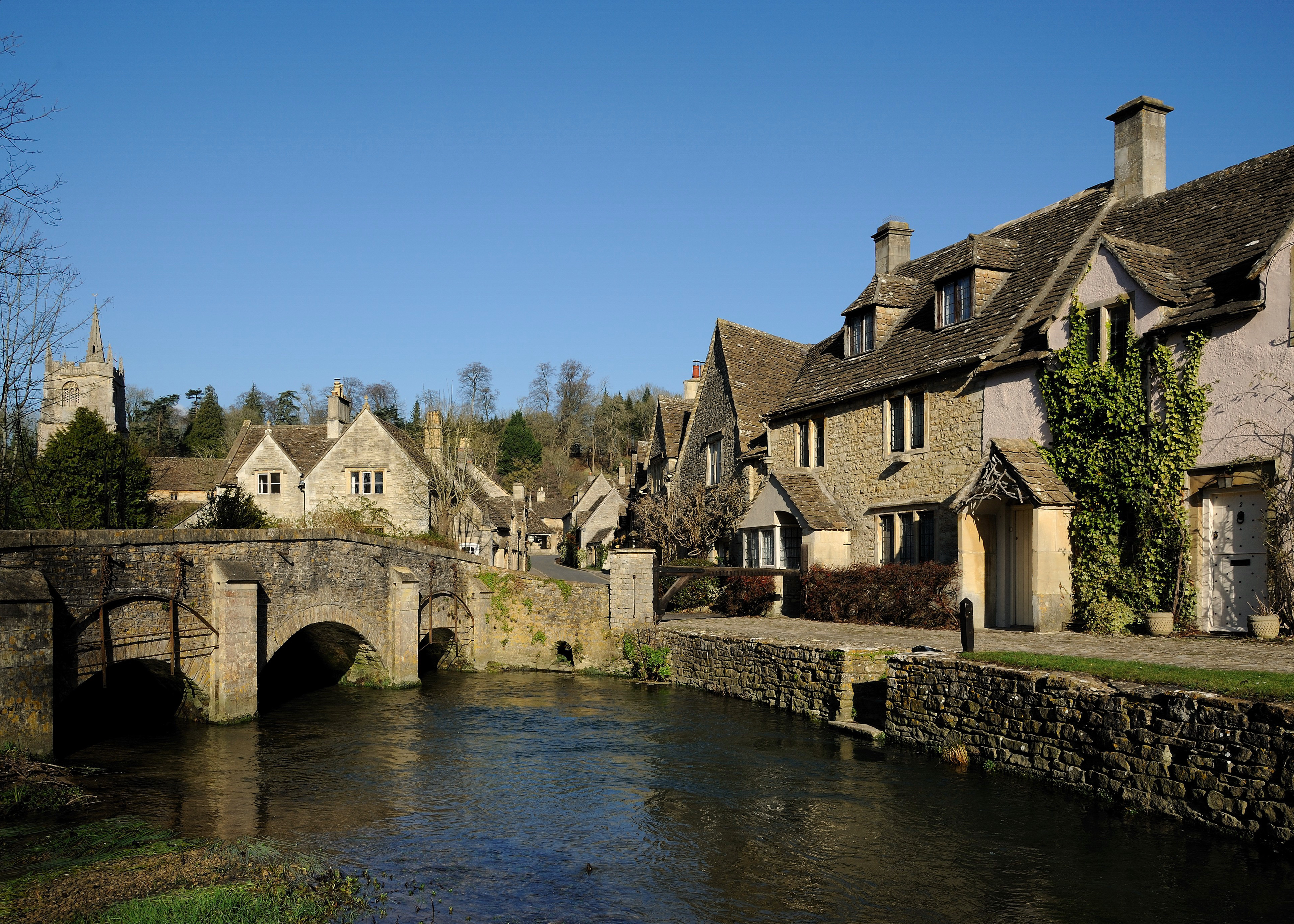
Castle Combe
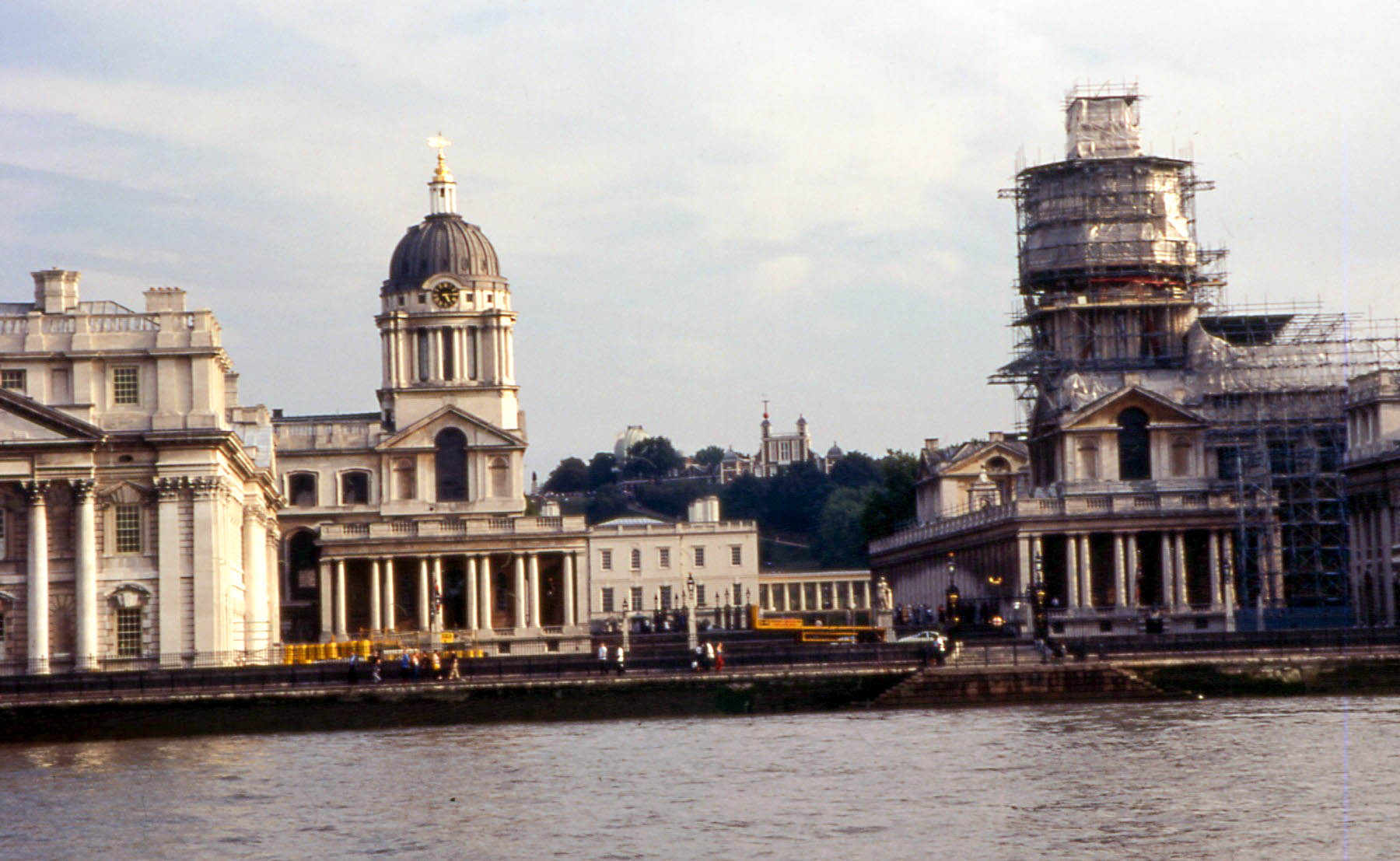
Old Royal Naval College
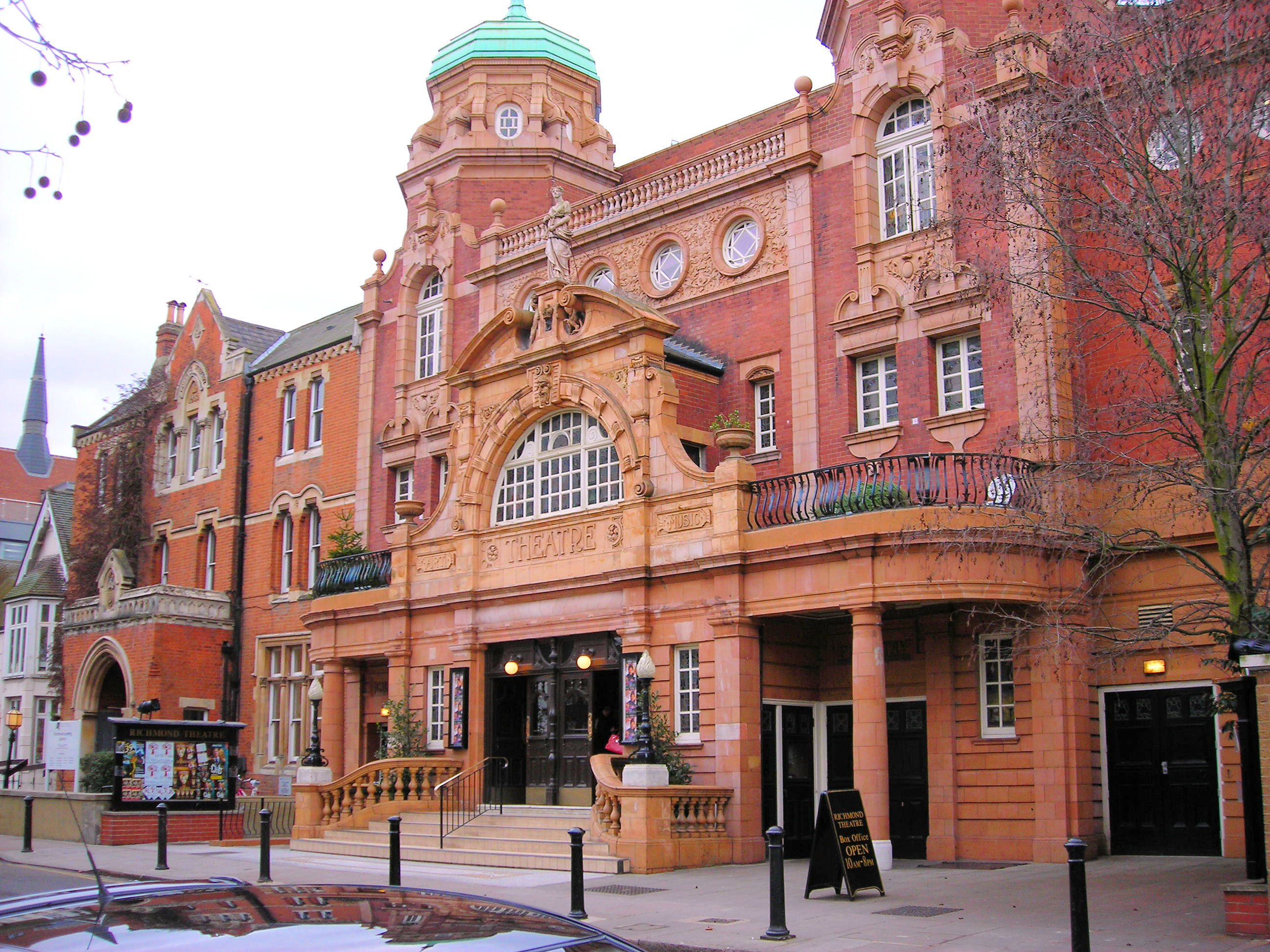
Richmond Theatre

Des nouvelles scènes ont été tournées après une projection teste négatif. Cependant, les prises additionnelles rallongent considérablement la production, augmentent le budget du film et engendrent constamment des reports de sa date de sortie. Plusieurs montages seront également proposées.

## Musique
Le compositeur Danny Elfman sera brièvement remplacé par Paul Haslinger mais le studio décide finalement de revenir à la partition d'Elfman un mois avant la sortie du film après avoir estimé que la musique électronique du second est inadaptée.

## Accueil

### Accueil critique
Il a reçu un accueil critique négatif, avec une moyenne de 34 % de critiques positives et une note moyenne de 4,8/10 sur la base de 208 critiques collectées, sur le site agrégateur de critiques Rotten Tomatoes. Sur Metacritic, il obtient un score de 43/100 sur la base de 36 critiques collectées.
Ronald Meyer, le président d'Universal Pictures à l'époque de la sortie du film, qualifie Wolfman de « merdique » et le considère comme « un des pires films que nous ayons jamais fait ».

### Box-office
Le film est un des plus gros échecs au box-office, rapportant environ 139 789 000 $ au box-office mondial, dont 61 979 000 $ aux États-Unis et au Canada, pour un budget de 150 000 000 $. En France, il a réalisé 334 885 entrées.

## Distinctions
En 2011, il a remporté l'Oscar du meilleur maquillage ainsi que le Saturn Award du meilleur maquillage et a été nommé dans 3 autres catégories aux Saturn Awards : meilleur film d'horreur, meilleurs décors et meilleurs costumes.

## Version longue
Le film est sorti en Blu-ray et DVD en version longue director's cut unrated avec près de 18 minutes de plus. Le film débute cette fois par l'ancien logo Universal des années 1940, rappelant les films Universal Monsters. Le réalisateur Joe Johnston explique que la plupart des scènes avaient été coupées de la version cinéma « pour faire avancer l'histoire afin que le public puisse accéder plus tôt à la première transformation de Wolfman ».
Les scènes supplémentaires dévoilent notamment l'origine de la canne-épée en argent ainsi qu'un personnage totalement supprimé de la version initial. Il s'agit du propriétaire précédent de la canne, incarné par Max von Sydow. Ce personnage raconte qu'il l'a obtenue dans le Gévaudan, une province française où, dans les années 1760, des villageois ont été attaqués par une bête connue sous le nom de Bête du Gévaudan.

## Clin d’œil
Une allusion à la Bête du Gévaudan est faite au début du film, lorsque le mystérieux voyageur donne la canne à Talbot dans le train. Une autre allusion est faite par Lawrence Talbot à l'inspecteur Aberline, à propos d'un horrible assassin dont le nom fit trembler toute l'Angleterre et terrorisa la ville de Londres : Jack l'Éventreur.

## Projet de suite
Le projet Werewolf : La Nuit du loup-garou est initialement développé comme un spin-off mais le film ne sera finalement pas lié à Wolfman en raison de l'échec de celui-ci. Universal annonce ensuite un reboot de l'unviers Universal Monsters, dans un univers partagé chapeauté par Alex Kurtzman et Chris Morgan et nommé Dark Universe En novembre 2014, Universal engage Aaron Guzikowski pour écrire le reboot de Wolfman pour cet univers partagé,. En juin 2016, Deadline.com révèle que Dwayne Johnson pourrait incarner le rôle-titre. En octobre 2016, il est annoncé que Dave Callaham réécrit le script. Cependant, ce premier film du Dark Universe, La Momie (2017), connait un échec critique et public considérable et remet en cause les plans. Toutefois, après le succès de Invisible Man (2020), il est confirmé qu'un nouveau film Wolfman est développé par Universal avec Ryan Gosling dans le rôle-titre. En octobre 2021, Derek Cianfrance est annoncé à la réalisation de cette nouvelle version.

## Parodie
En mai 2012, Les Guignols de l'info ont fait une parodie de ce film sous forme de bande-annonce racontant les origines de Wolfman. On y voit une louve se faisant poursuivre par des chasseurs. Elle se réfugie dans une maison. Mais, dans cette maison, se trouve Dominique Strauss-Kahn qui s'excuse de sa tenue légère, car il « sort de la douche ». Il voit la louve et la viole.